# Денисовский человек
Дени́совский человек или дени́совец — вымерший вид или подвид людей. Известен по фрагментарному материалу из Денисовой пещеры в Солонешенском районе Алтайского края России, а также нижней челюсти, найденной в 1980 году в Китае, на Тибетском плато. У денисовцев нет формального таксономического названия.
40 тыс. лет назад ареал денисовцев пересекался по времени и месту с территориями в Азии, на которых обитали неандертальцы и современные люди.

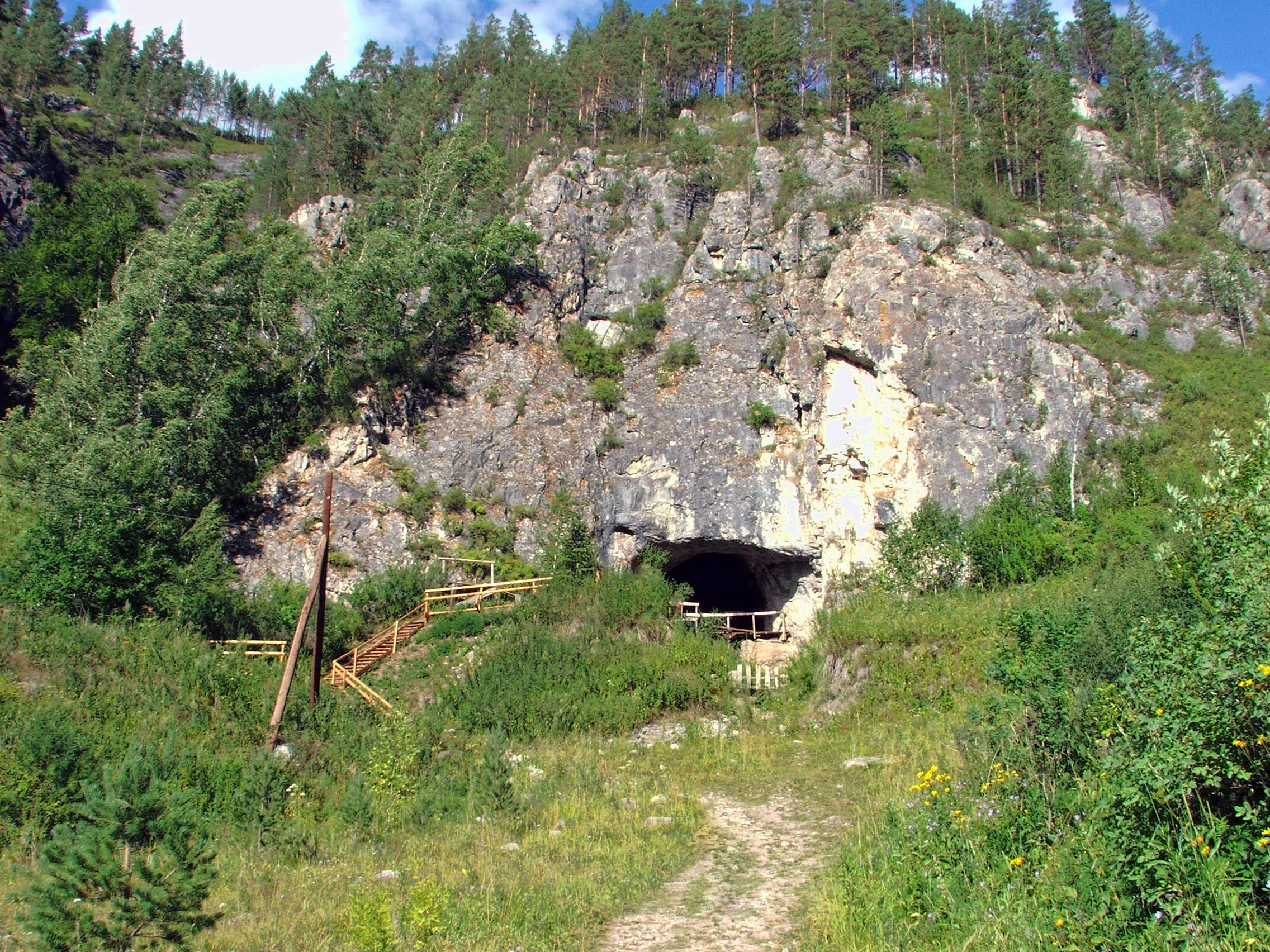
Денисова пещера

Денисовцы имели смуглую кожу, каштановые волосы и карие глаза. Они заселяли Евразию, Юго-Восточную Азию и Центральную Азию. По генетическому разнообразию они уступали людям раннего современного типа и превосходили неандертальцев, и скрещивались и с теми, и с другими.

## Обнаружение
В общей сложности известно несколько фрагментов, преимущественно зубы и отдельные мелкие кости:
1. обнаруженный в 1984 году молочный коренной зуб «Денисова 2»; в 2017 году было выяснено, что этот зуб принадлежал денисовскому человеку (девочке возрастом 10—12 лет), а не неандертальцу;
2. два моляра — обнаруженные в 2000 году зуб «Денисова 4» и в 2010 году зуб «Денисова 8»[9]; эти два зуба принадлежали взрослым денисовским особям мужского пола;
3. найденная в 2008 году в пещере в слое № 11 кость последней фаланги пальца руки ребёнка «Денисова 3»; по результатам секвенирования 2017 года оказалось, что это девочка.

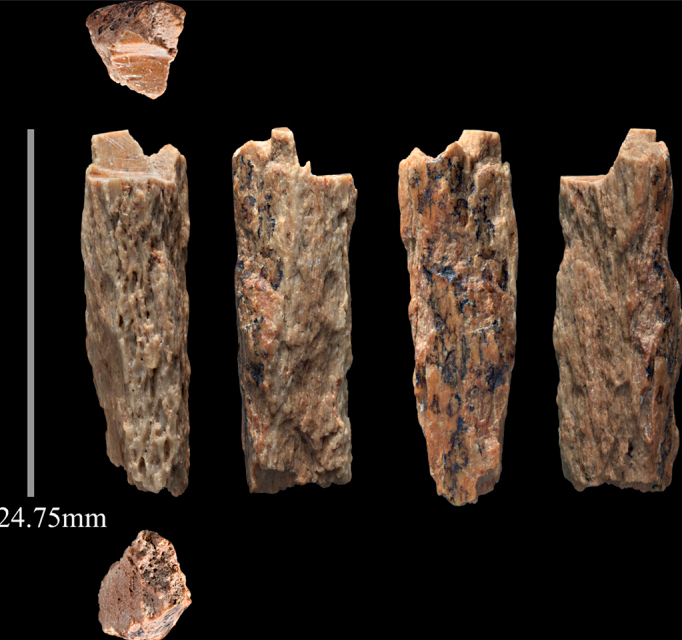
Фрагмент кости гибрида Денни

Помимо этих, достоверно принадлежащих денисовцам, в той же пещере найдено некоторое количество костей неандертальцев.
Также была найдена часть фаланги пальца ноги или руки Денни; анализ генетического материала показал, что он принадлежал гибриду денисовского человека и неандертальца.
Судя по находкам, размеры зубов денисовцев велики по сравнению с другими Homo.
Денисовский человек жил в Денисовой пещере от 200 до 73 тысяч лет назад.
В феврале 2019 года было объявлено, что учёные впервые обнаружили в Денисовой пещере части черепа денисовца Денисова 13.
Находка представляет собой два соединяющихся друг с другом фрагмента задней левой части теменной кости.
Секвенирование митохондриальной ДНК показало, что кости принадлежат денисовскому человеку.
Это пятый и самый крупный образец останков денисовца из Денисовской пещеры.

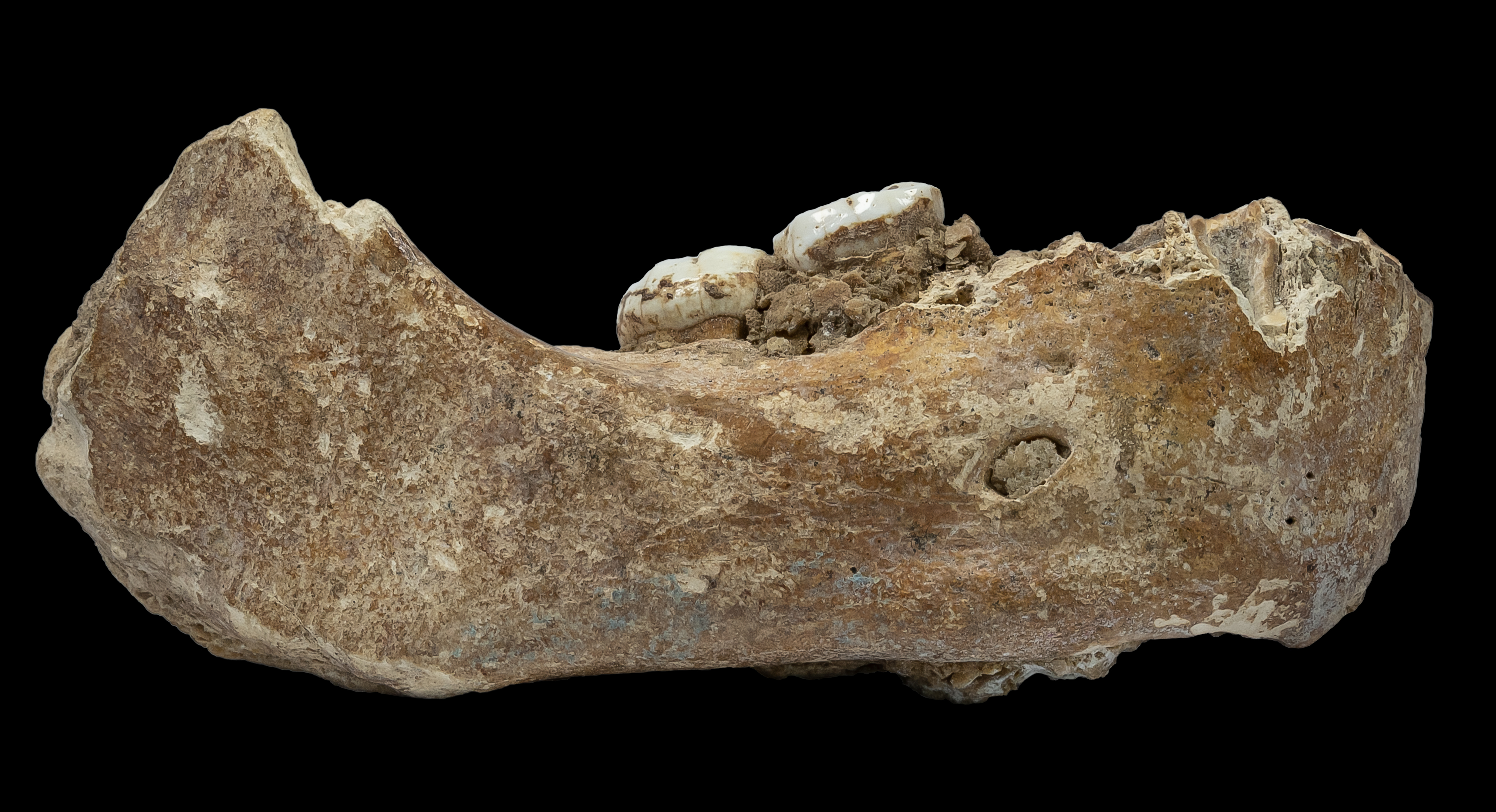
Челюсть денисовца из тибетской пещеры Байшия

В майской публикации 2019 года доказано, что денисовцы жили в высокогорном Тибете. Исследователи, использовав в палеогенетике методы протеомики, проанализировали белки из половины челюсти из Байшии, найденной в 1980 году в тибетской пещере Байшия (уезд Сяхэ, провинция Ганьсу, Китай), датируемой возрастом приблизительно 160 тысяч лет. Оказалось, что обладатель челюсти был ближе всего к денисовцам. У тибетского денисовца нижний второй коренной зуб имеет три корня. Трёхкорневые нижние моляры редко встречаются у не азиатских Homo sapiens (менее 3,5 %), но могут превышать 40 % в азиатских популяциях (в Китае) и в Новом Свете. У гоминина из Байшии, также как и у гоминина Penghu 1 (Пэнху, Тайвань), и на нижней челюсти из Пещеры с очагом (Cave of Hearth) в местонахождении Макапансгат (ЮАР), и у ланьтяньского человека (КНР), отмечено врождённое отсутствие третьего моляра. Митохондриальная ДНК денисовского человека была секвенирована из образцов осадочных отложений из тибетской пещеры Байшия, взятых из слоёв 2, 3, 4 (ок. 60 тыс. л. н.), 7 (ок. 100 тыс. л. н.). Фрагменты денисовской ДНК были найдены в геномах Homo sapiens из Салхита (Монголия), Тяньюаня (Китай), Янской стоянки (Якутия), стоянки Мальта́ (Иркутская область). У усть-ишимского человека (Омская область) денисовскую примесь не обнаружили. Небольшая длина (≤1,3 сантиморганов) заимствованных фрагментов денисовской ДНК указывает на то, что метисация предков этих людей с денисовцами произошла по меньшей мере за 10 тыс. лет до рождения этих сапиенсов. Денисовские фрагменты, обнаруженные у этих Homo sapiens, не перекрывались с денисовскими аллелями в геномах жителей Папуа — Новой Гвинеи и австралийских аборигенов.
Проанализировав маркеры метилирования ДНК у жившей 50 тыс. л. н. денисовской девочки Denisova 3 с покрытием 30×, учёные реконструировали особенности строения её скелета. У неё выделили 56 уникальных черт, не характерных для других представителей рода Homo. Реконструкция в целом правильно предсказывает то, как устроена реальная челюсть тибетского денисовца. Лицо денисовцев было шире, чем у Homo sapiens и неандертальцев, а челюсти были несколько длиннее.
Коренной зуб денисовской девочки-подростка TNH2-1 из лаосской пещеры Там-Нгу-Хао-2, имеющий сходство с верхним коренным зубом Denisova 4 из Денисовой пещеры, датируется возрастом 164—131 тыс. лет назад.
Во время экспедиций 2020 и 2021 годов в пещере Козья (Краснощековский район Алтайского края) были найдены артефакты, которые предположительно изготовили денисовцы.
В сентябре 2023 года во время 10-го международного симпозиума по биомолекулярной археологии (ISBA 10) Тарту состоялся доклад, посвящённый исследованию ДНК из отложений палеолитических памятников, который от имени международной команды исследователей (из Австралии, Германии, Израиля и России) сделал Мерлин Шимански из Института эволюционной антропологии Общества Макса Планка.
В ходе доклада он рассказал об обнаружении среди образцов грунта, взятых в Козьей пещере, ДНК денисовского человека. 
В 2025 году при помощи анализа древних белков учёные подтвердили, что найденная ранее в Тайване нижняя челюсть гоминина Penghu 1 принадлежит денисовцу мужского пола.

## Исследование генома
Из-за скудности фрагментов восстановление облика денисовского человека пока не представляется возможным (в отличие, например, от человека из Оленьей пещеры). Исследования генома показали, что денисовцы были темнокожие, темноволосые и темноглазые.
Команда учёных из лейпцигского Института эволюционной антропологии общества Макса Планка под руководством шведского биолога Сванте Паабо секвенировала ДНК, извлечённую из фрагмента кости фаланги детского пальца Denisova 3, найденного в 2008 году российскими археологами в Денисовой пещере на Алтае. Выяснилось, что митохондриальная ДНК образца Denisova 3 отличается от мтДНК современного человека по 385 нуклеотидам, в то время как митохондриальная ДНК неандертальцев отличается от ДНК Homo sapiens на 202 нуклеотида. Статья, посвящённая этому открытию, была опубликована в журнале «Nature» 24 марта 2010 года. Denisova 3 была темнокожей и кареглазой девочкой возрастом 7―12 лет.
В митохондриальных геномах денисовцев и неандертальцев из Денисовой пещеры обнаружен вклад ещё одной неизвестной популяции, которая имеет общего предка с анатомически современными людьми и неандертальцами, жившего около миллиона лет назад, что указывает на то, что он происходит от миграции гоминид из Африки, отличной от миграции предков неандертальцев и современных людей, и что её можно считать третьим подвидом Homo sapiens. По мтДНК денисовцы противостоят как неандертальцам, так и сапиенсам.
Позднее, когда с покрытием 1,9× были обработаны последовательности, относящиеся к ядерному геному, оказалось, что денисовцы являются сестринской группой неандертальцев и их эволюционное расхождение произошло около 640 тыс. л. н. На основе анализа ДНК исследователи полагают, что остатки кости датируются периодом 75—82 тысячи лет назад. Возраст находок, найденных в пещере в слое № 11, был определён при помощи радиоуглеродного анализа сначала в 40 тыс. л. н., затем откалиброван до 48—50 тыс. л. н.
В конце 2013 года было объявлено, что анализ ДНК гейдельбергского человека из испанской пещеры Сима-де-лос-Уэсос (Сьерра-де-Атапуэрка), полученной из бедренной кости возрастом 400 тыс. л. н., показал сходство с мтДНК денисовского человека. Хотя ранее останки из Сима-де-лос-Уэсос было принято сближать с неандертальцами, в 2015 году при изучении ядерной ДНК трёх образцов из пещеры Сима-де-лос-Уэсос выяснилось, что они находились на линии, ведущей к неандертальцам. Термолюминесцентное датирование слоя № 22 показало, что денисовцы жили в Денисовой пещере 170 тыс. лет назад. Сравнение ядерной ДНК трёх зубов из слоя № 11 (Denisova 3, Denisova 4) и одного зуба из слоя № 22 (Denisova 8) показало, что в Денисовой пещере жили две разные группы денисовцев и их разделяет как минимум 65 тыс. лет. Возраст образца Denisova 8 (около 110 тыс. л. н.) уточнён в ходе генетического анализа, исходя из скорости мутаций человеческой митохондриальной ДНК, принимаемой в 2,5 × 10−8 на нуклеотид в год. У образца Denisova 2 из слоя 22.1 (не in situ) Главной галереи пещеры возрастом более 100 тыс. л. н. секвенирована только митохондриальная ДНК. Образец Denisova 2 старше образца Denisova 8 на 20,6—37,7 тысяч лет (по данным генетиков) и на 54,2—99,4 тысяч лет старше, чем Denisova 3 и Denisova 4. Из осадочных отложений в Восточной галерее Денисовой пещеры генетики смогли выделить неандертальскую и денисовскую мтДНК, при этом следы ДНК неандертальцев и денисовцев нашли в слоях № 14 и № 15, что указывает на совместное существование этих двух видов в течение долгого времени. У образцов Denisova 19, 20 и 21 из слоя № 15 определена денисовская митохондриальная ДНК, при этом образцы Denisova 19 и Denisova 21 могли принадлежать одному человеку или близким родственникам по материнской линии. На филогенетическом дереве денисовские образцы располагаются рядом с образцами Denisova 2 и Denisova 8.
Эволюционное расхождение денисовцев и гейдельбергского человека из испанской пещеры Сима-де-лос-Уэсос по данным изучения мтДНК произошло, по оценкам учёных, 700 тыс. лет назад. По данным изучения ядерной ДНК обитателей пещеры Сима-де-лос-Уэсос, денисовцы и неандертальцы разделились около 500 тыс. л. н., а их общий предок отделился от Homo sapiens 700—765 тыс. лет назад.
Генетики, проанализировавшие общие мутации для народов Африки с одной стороны и для неандертальцев и денисовцев с другой, пришли к выводу, что популяция предков неандертальцев и денисовцев, покинувших Африку, была крайне небольшой. Примерно 744 тыс. л. н. (то есть через 300 поколений после исхода из Африки) линии неандертальцев и денисовцев разделились и после этого они крайне редко контактировали друг с другом — число мутаций, характерных только для неандертальцев и денисовцев, было очень небольшим и не превышало 20 % от их общего числа.
В июле 2014 года в журнале Nature были опубликованы результаты исследования генетического материала у ряда популяций современного человека на предмет особой вариации белка EPAS1 (кодирующего транскрипционный фактор, участвующий в кислородозависимой регуляции некоторых генов), которая присуща денисовскому человеку. Указанная в статье вариация белка EPAS1 (см. полногеномный поиск ассоциаций) характерна для тибетцев, а у представителей 26 других популяций людей не была обнаружена. Вероятно, тибетцы смогли приспособиться к жизни на большой высоте благодаря генам, доставшимся им от денисовского человека.
Анализ ДНК 5639 человек из разных популяций Евразии и Океании позволил учёным из Вашингтонского университета выявить бимодальное распределение денисовских включений в геномах популяций Восточной Азии (японской и трёх китайских), которое не удалось выявить в геномах папуасов и южноазиатских популяций. Это означает, что восточноазиатские популяции смешивались с двумя популяциями денисовцев, одна из которых родственна алтайским денисовцам. Южноазиаты и папуасы смешивались только с более отдалённой от алтайских денисовцев популяцией.
У представителей племени аэта Магбукон (Magbukon) доля денисовской примеси в геноме достигает 4,47 %.
В 2019 году учёные из Барселонского института науки и технологий опубликовали статью о том, что искусственный интеллект выявил в образцах азиатских популяций East Asians (Ea), Andamanese (An) и Indians (I) следы неизвестного человеческого вида (Xe), который мог быть гибридом неандертальца и денисовца (300 тыс. л. н.) или же он был на линии, отделившейся от денисовца достаточно рано — 279 тыс. лет назад.
Денисовские люди стали вторым после неандертальцев видом вымерших гоминин, для которого известен полный митохондриальный и почти полный ядерный геномы. Впервые новый вид людей был выделен исключительно на основании генетических исследований.
В августе 2018 года было сообщено о том, что ядерный геном девочки Denisova 11 13 лет (судя по толщине кортикального слоя) и найденной в Восточной галерее Денисовой пещеры в слое 12 в 2012 году, на 38,6 % аллелей соответствует неандертальскому геному, а на 42,3 % денисовскому геному. Её митохондриальная ДНК оказалась полностью неандертальской. Иными словами, Denisova 11 — дочь неандерталки и денисовца; это первый обнаруженный гибрид разных видов людей (в первом поколении). У отца этой девочки в роду также был неандертальский предок, который жил за 300—600 поколений до него (или за 7,5—15,0 тыс. лет до него, если считать, что длительность поколения в палеолите составляла 25 лет). При этом его неандертальский предок принадлежал к другой, раньше появившейся в Сибири популяции, чем популяция второй неандертальской волны в Сибирь матери Denisova 11, которая имела общих предков с европейским неандертальцем Vindija 33.19 из хорватской пещеры Виндия, жившим по крайней мере 20 тыс. лет спустя. Предположительно, европейские неандертальские предки Denisova 11 и неандертальская популяция Altai из Денисовой пещеры разделились около 140 тыс. л. н., а от европейской ветви популяция Denisova 11 отделилась около 100 тыс. л. н. Радиоуглеродное датирование показало, что образцу более 50 тыс. лет. Согласно оценке генетиков, Denisova 11 жила приблизительно 90 тыс. лет назад. Среди всех известных образцов ДНК неандертальцев наиболее тесно с ДНК матери Denisova 11 связана ДНК с 27-кратным покрытием образца Chagyrskaya 8 из Чагырской пещеры, расположенной в примерно в 106 км от Денисовой пещеры.
Первая обнаруженная денисовская ДНК из сибирской Денисовой пещеры получила обозначение Altay Deni. Наиболее близкая к алтайским денисовцам линия D0 оставила след в Восточной Азии и Сибири. След от линии D2 распределён довольно широко по территории Азии и Океании, след от линии D1 ограничен Новой Гвинеей и соседними островами. Время метисации линии D2 с современным человеком оценили в 45,7 тыс. л. н., линии D1 — в 29,8 тыс. лет назад. У папуасов были обнаружены две денисовские линии — D1 и D2. Эти линии происходят из отдалённых популяций, которые разошлись более 283 тыс. л. н. Наиболее отдалённая от сибирских денисовцев линия D2 откололась примерно 363 тыс. лет назад. Также денисовская ДНК обнаружена у исландцев и в других европейских и африканских популяциях. У двух южноамериканских образцов (PAPV173 из Панамы, 650—520 л. н. и CH19B из Уругвая, около 1450 л. н.) денисовская примесь оказалась больше неандертальской.
750 тыс. л. н. предки неандертальцев и денисовцев отделились от линии, ведущей к анатомически современным людям, вышли из Африки и в начале среднего плейстоцена распространились по Евразии, пережили бутылочное горлышко в сокращении численности населения, скрестились с евразийцами из «суперархаической» популяции гоминин (которые отделились от других Homo примерно 2 млн лет назад (доверительный интервал составляет 1,9—2,5 млн л. н.) и первыми вышли из Африки 1,7—1,9 млн л. н.), в значительной степени заменили их и разделились на восточные и западные группы населения — денисовцев (Denisovans) и неандертальцев (Neanderthals) 731 тыс. л. н. Численность суперархаической популяции могла достигать 20—50 тыс. человек. Возможно, неандертальцы и денисовцы получили генный поток от двух разных «суперархаических» популяций.
Сравнение Y-хромосом двух денисовцев (Denisova4 (55—84 тыс. л. н.) и Denisova8 (106—136 тыс. л. н.)) с Y-хромосомами трёх неандертальцев (El Sidrón 1253, 46—53 тыс. л. н.; Spy 94a, 38—39 тыс. л. н.; Mezmaiskaya 2, 43—45 тыс. л. н.) и с Y-хромосомами современных неафриканских людей показало, что Y-хромосомная линия денисовцев отделилась от Y-хромосомной линии, общей для неандертальцев и современного человека около 700 тыс. л. н. У ранних неандертальцев из пещеры Сима-де-Лос-Уэсос около 400 тыс. лет назад была денисовоподобная мтДНК, тогда как Y-хромосомная линия поздних неандертальцев отделилась от Y-хромосомной линии современного человека около 370 тыс. лет назад. По мнению авторов исследования, это могло быть вызвано гибридизацией между ранними сапиенсами и неандертальцами, вытеснившей Y-хромосомы неандертальцев, родственные денисовским.
Сопоставив геномы двух неандертальцев (из хорватской пещеры Виндия и из Денисовой пещеры), денисовца и двух африканцев с применением расширения ARGweaver-D алгоритма ARGweaver, учёные обнаружили, что 1 % генома денисовца, примерно 27 мегабаз (Мб), происходит от ДНК суперархаического гоминина (предыдущие исследования приписывали этому событию примерно 6 % генома), отделившего от других Homo 1 млн л. н., а не 1,5 млн л. н., как считалось ранее. По расчётам генетиков, скрещивание суперархаичных людей с денисовцами произошло более 225 тыс. лет назад. 15 % от этой примеси (4 Мб) впоследствии были переданы современным людям.

## Ареал и гибридизация

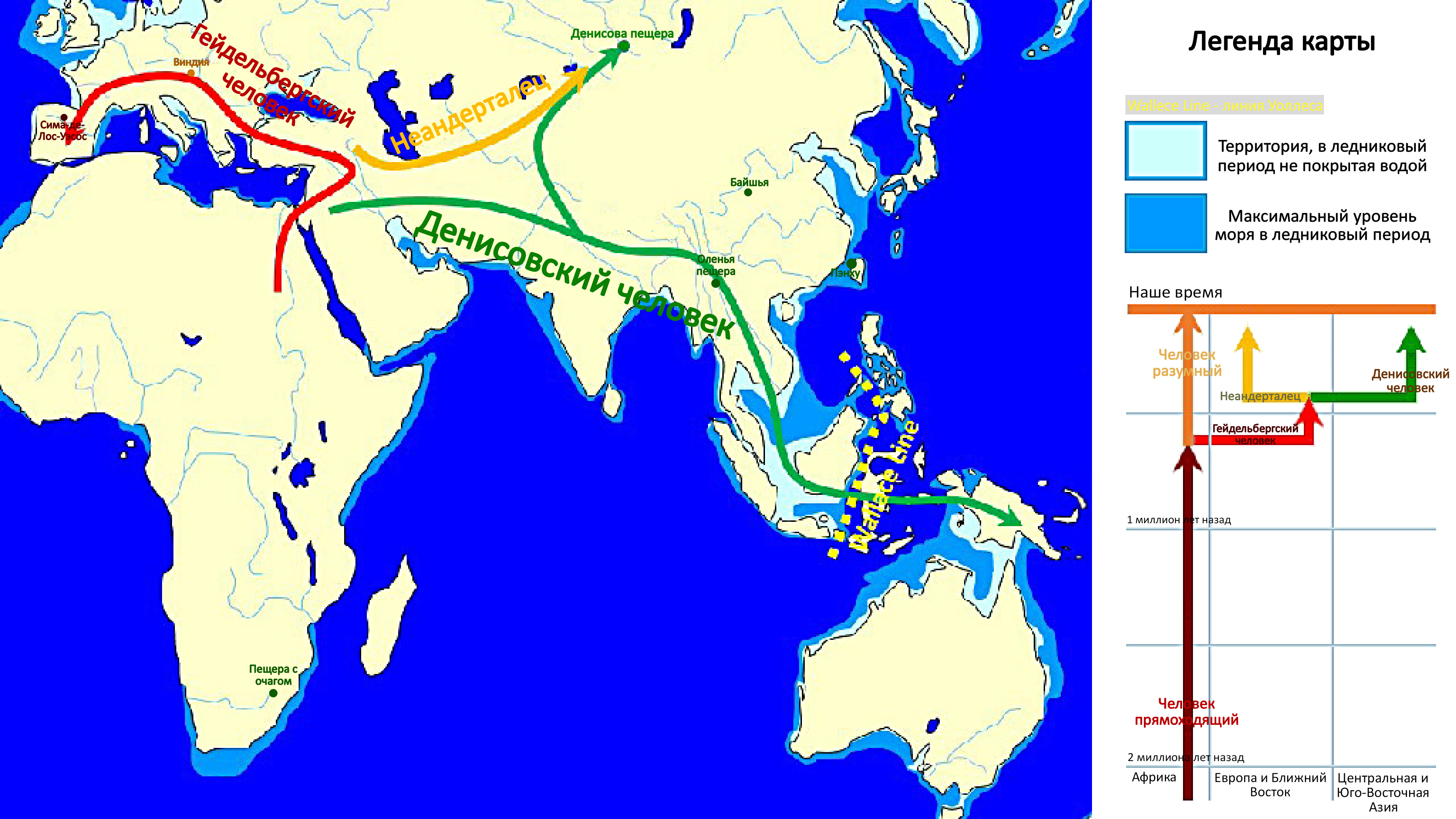
Миграции денисовцев

Найдены следы гибридизации денисовского человека с Homo sapiens (современным человеком). В геноме меланезийцев обнаружено около 5 % общих генов с прочитанным ядерным геномом денисовского человека. В то же время общих генов у современного человека и неандертальца от 1 % до 2,6 % в различных популяциях (за исключением коренных жителей Африки, у которых неандертальские гены отсутствуют).
Неандертальское «наследство» наиболее выражено в генах жителей Европы и Пакистана, денисовское — у обитателей южно-тихоокеанского региона, что косвенно указывает на территориальное распределение (ареал) этих видов в силу предполагаемого недавнего родства сапиенсовских предков этой популяции и сибироамериканской, у которой денисовских нуклеотидов нет. Нельзя исключать, что уникальные языки папуасов Новой Гвинеи также связаны с наследством денисовцев.
Появление денисовцев в Азии предположительно вызвано миграциями из Африки, отличными от переселений Homo erectus, неандертальцев и современных людей. «Денисовцы выселились из Африки раньше человека, от Индонезии дошли до Янцзы и возможно поднялись по течению вверх», — говорит академик В. В. Иванов.
В 2013 году антропологи объявили о том, что в древности денисовцы самостоятельно пересекли линию Уоллеса — водораздел между азиатской и австралийской фауной. К такому выводу они пришли, проанализировав данные по наличию в геноме населения юго-восточной Азии следов генома денисовского человека.
Согласно ДНК-исследованию 2013 года, денисовцы наряду с неандертальцами передали часть генома современным людям; также установлено, что неандертальцы скрещивались с кроманьонцами и денисовцами, кроманьонцы — с денисовцами, кроме того, денисовцы скрещивались с каким-то четвёртым, ранее неизвестным видом людей.
Позднейшие исследования обнаружили две различные группы денисовцев: северную и южную. ДНК северной группы присутствует в геномах современных китайцев, японцев и вьетнамцев, ДНК южной группы заметна в геномах полинезийцев.
По альтернативной гипотезе, никаких гибридизаций между денисовцами, неандертальцами и людьми современного типа не происходило, так как этому препятствовали различия в их Y-хромосомах. Появление у них последовательностей генов друг друга могло произойти не в результате их гибридизации, а от полиморфизма генов их общего предка, с которым линии денисовцев, неандертальцев и людей современного типа разделились около 700 тыс. лет назад.

## В культуре
В 2012 году вышел документальный фильм «Секс в каменном веке» (Sex in the Stone Age), в котором рассказывается о том, как был открыт денисовский человек и о его генетических, а следовательно, и сексуальных связях с неандертальцами и кроманьонцами.